# Man-Thing: la naturaleza del miedo
Man-Thing: la naturaleza del miedo es una película de terror de 2005 basada en el personaje de Marvel Comics del mismo nombre. Dirigida por Brett Leonard, está protagonizada por Matthew Le Nevez, Rachael Taylor y Jack Thompson, con Conan Stevens interpretando al personaje principal. La película está influenciada por los cómics de Man-Thing escritos por Steve Gerber y sigue a un sheriff de Luisiana (Le Nevez) mientras investiga una serie de muertes en un pantano, lo que lo lleva a encontrarse con la criatura epónima.
Originalmente pensada para un estreno en cines en los Estados Unidos, la película se estrenó en el canal Sci Fi bajo el sello Sci Fi Pictures. Recaudó $ 1 millón contra su presupuesto de $ 30 millones de un pequeño estreno en cines internacionales y recibió críticas generalmente negativas.

## Sinopsis
Frederic Schist extrae petróleo en una zona de pantano sagrada para los aborígenes locales, cerca de la ciudad de Bywater (aparentemente en Luisiana). Mientras tanto, Kyle Williams cree que necesita ocupar el puesto de sheriff en la ciudad de Bywater. Pero la ciudad oculta una fachada oscura. Mientras investiga unos horribles asesinatos, Kyle descubre un terrible secreto: algo en el fondo del pantano está matando a las personas, Hombre Cosa. Pete Horn, un viejo aborigen le dice a Kyle que una fuerza ancestral ha despertado en el pantano. Schist dice que las palabras de Horn solo son un "palabrería ridícula" espiritual. Pero hay algo en las palabras de Horn que hace pensar a Kyle que son verdad. La única ayuda que recibe es la de Teri, una joven maestra de escuela. Juntos tratarán de saber la verdad.

## Argumento
En Aguas Oscuras, una zona de pantano que es sagrada para los nativos locales, un adolescente llamado Billy está ocupado en tener sexo con su novia Sarah de noche sobre un bote, cuando es asesinado por un monstruo de naturaleza vegetal. Al día siguiente, el joven sheriff de reemplazo, Kyle Williams, llega a Bywater y se reúne con el ayudante del sheriff, Fraser, que le dice que el sheriff anterior es una de las 47 personas desaparecidas desde que el magnate petrolero, Fred Schist, compró las antiguas tierras tribales, y que el jefe semínola, Ted Sallis, fue el primero en desaparecer. Schist afirmó que Sallis había vendido legalmente y se escapó con el dinero, y pidió por el sheriff en busca de ayuda: las manifestantes locales se oponen a sus actividades, que él declara perfectamente legales, afirmando que un sinvergüenza mestizo, René Laroque, estaba saboteando sus instalaciones. Williams investiga y  trata de encontrar una explicación sobre las personas desaparecidas, algunas de las cuales fueron encontradas brutalmente asesinadas con plantas que crecen desde el interior de sus cuerpos. El fotógrafo Mike Ploog y el chamán Pete Horn le dicen a Williams acerca de las leyendas locales sobre el espíritu guardián, sugiriendo que podría ser real.
Como el sabotaje y asesinato continúan, Williams investiga el pantano y le arrojan sobre la camioneta el cadáver del sheriff anterior. El forense Val Mayerik admite que el sheriff anterior le había ordenado presentar las muertes como ataques de cocodrilo, sin informes detallados que contradirían esta versión.
Williams y Fraser tratan de realizar un seguimiento de Laroque, que vive en el pantano, mediante el uso de una lancha policial. Al mismo tiempo, Schist envía matones locales, los hermanos Thibadeux, para rastrear y asesinar a Laroque. El monstruo en el pantano encuentra a los Thibadeux y los mata. Williams es atrapado por Laroque, que reconoce haber ayudado a Schist a comprar las tierras, pero luego afirma que Sallis se oponía a la venta; Laroque insiste en que el espíritu guardián seguiría asesinando hasta que Schist dejara de profanar el pantano sagrado. Fraser trata de ayudar a Laroque, pero el Hombre Cosa aparece en oportunas y asesina a Fraser; Laroque noquea a Williams y se escapa. Williams se despierta y encuentra a Ploog, que tiene fotografías borrosas del monstruo; el sheriff se apodera de ellas y prohíbe a Ploog volver al pantano.
Al día siguiente, Williams entrevista a Horn con la ayuda de la maestra, Teri Richards, y al regreso se manifiestan enamorados, momento en que aparecen los Schist, padre e hijo, con los que el sheriff tiene un encontronazo. Horn va al pantano y trata de detener al Hombre Cosa con la oración y el sacrificio de su vida, pero, a pesar de que el monstruo mata de Horn, no parece que vaya a detener su cabalgata de atentados homicidas. Esa noche, Mayerik trata de decirle a Williams que el otro sheriff murió de un balazo, pero aquel está de vuelta en el pantano, inalcanzable; la maestra Richards recibe la llamada y se va al pantano en busca de Williams. Mientras tanto, Ploog había regresado al pantano, tratando de obtener una imagen del monstruo, pero en cambio sobresalta a Fred Schist, que estaba en el pantano para asesinar a Laroque; Schist dispara y mata a Ploog. Poco después, Laroque tiende una emboscada y derrota al hijo y esbirro de Schist, Jake.
Williams se encuentra con el cadáver de Ploog y asume que lo hizo Schist. A continuación, se reúne con Richards, que le dice acerca de la autopsia de Mayerik. Williams concluye que Schist es culpable de varios asesinatos, tratando de incriminar a Laroque, simplemente para evitar el castigo. De hecho, Schist halla a Laroque tratando de hacer explotar uno de los pozos petroleros con dinamita, y le confiesa que asesinó a Sallis y lo enterró debajo de ese pozo, en el terreno sagrado de Aguas Oscuras. Se asumiría que Sallis es el que ha regresado como el Hombre-Cosa. 
Richards guía a Williams en busca de Laroque a Aguas Oscuras, y por el camino el Hombre Cosa empieza a perseguirlos. Se encuentran todos, Schist dispara contra Laroque y Williams, momento en que el Hombre-Cosa llega y asesina brutalmente a Schist, llenando su cuerpo con petróleo que extrae de un barril mediante sus apéndices vegetales. Entonces, el Hombre-Cosa se mueve hacia Williams y Richards. Laroque se sacrifica gritando al monstruo para distraerlo y detonando la dinamita. El monstruo sobrevive a las llamas, pero luego es absorbido de nuevo a la tierra. El sheriff y la rubia maestra se entregan a besos amorosos en la comisaría.

## Reparto
- Matthew Le Nevez como Kyle Williams
- Rachael Taylor como Teri Elizabeth Richards
- Jack Thompson como Frederic Schist
- Rawiri Paratene como Pete Horn
- Conan Stevens como el Dr. Ted Sallis / Hombre Cosa
- Alex O'Loughlin como adjunto Eric Fraser
- Steve Bastoni como René LaRoque
- Robert Mammone como Mike Ploog
- Pat Thompson como Jake Schist
- William Zappa como Steve Gerber
- John Batchelor como Wayne Thibadeaux
- Ian la dicha como Rodney Thibadeaux
- Brett Leonard como Val Mayerik
- Imogen Bailey como Sarah
- James Coyne como Billy James
- Cheryl Craig como Michele
- Gary Waddell como Cajun piloto
- Xoqui Pesce como enfermera

## Logros
- Recaudación: € 458.733
- Espectadores: 84.722
- Copias: 156

## Recepción
La película pasó sin pena ni gloria entre los aficionados. En Rotten Tomatoes se le da una puntuación de 3.6/10; sobre la base de una suma de 13 reseñas, asimismo en el portal IMDb obtiene una calificación de 4.1/10